# Ластурвиль
Ластурви́ль (фр. Lastoursville) — город в Габоне, расположен в провинции Огове-Лоло. Административный центр департамента Мулунду.

## Транспорт
Город расположен на берегу судоходной реки Огове. Через город проходит железнодорожная линия и междугородняя трасса N3.

## Демография
Население города по годам:
| 1993 | 2010   |
| ---- | ------ |
| 6053 | 10 871 |

## Достопримечательности
Пещеры в Ластурвиле являются кандидатом в список Всемирного наследия ЮНЕСКО.